# Уховиднолистна върба
Уховиднолистната върба (Salix aurita) е храст от семейство върбови, висок до 3 m. Младите му клонки са червено-кафяви до червени и голи. Пъпките му са дребни и също червено-кафяви и голи. Листата са дълги до 9 cm и от горната страна са тъмнозелени и набръчкани, а от долната страна са сивозелени и гъсто овласени със заострен връх. Листата имат големи и трайни назъбени прилистници с бъбрековидна форма. Плодовете са овласени, жълтокафяви с хвърчилка. Растението се среща в торфища и мочурливи места на височина 1200 - 1600 m надморска височина, в България в планините Витоша и Стара планина.
- Клонка с листа и пъпки
- Общ вид